# Praia da Barra do Pote
Barra do Pote é uma praia pertencente ao município de Vera Cruz localizado na ilha de Itaparica (Bahia).
O nome provavelmente é uma referência à uma grande casa de material de construção que servia como referência à entrada da praia: "Casa Poty", acabou sendo adaptado para Barra do Pote. A praia ficou muito conhecida nos anos 90 com o bar Pondong.